# Ongerechtvaardigde verrijking
De ongerechtvaardigde verrijking of de verrijking zonder oorzaak is een rechtsfiguur waarbij iemand wordt verrijkt ten koste van een ander en hiervoor geen grond kan worden gevonden in een overeenkomst of de wet. Er ontstaat dan een verbintenis uit de wet om de schade te vergoeden.

## België
Naar Belgisch recht is er sprake van ongerechtvaardigde verrijking wanneer iedere juridische rechtvaardiging ontbreekt voor zowel de verrijking als de correlatieve verarming. Een dergelijke rechtvaardiging bestaat met name in de wil van de verarmde, voor zover deze een definitieve vermogensverschuiving ten voordele van de verrijkte tot stand heeft willen brengen (art. 5.135 van het Burgerlijk Wetboek (BW)).
De vordering wegens ongerechtvaardigde verrijking heeft een subsidiair karakter. Dit betekent dat de verarmde zich niet kan beroepen op de ongerechtvaardigde verrijking indien een andere rechtsvordering voor hem openstaat of op een rechtsbeletsel stuit, zoals bijvoorbeeld de verjaring (art. 5.136 BW).
Degene die ongerechtvaardigd is verrijkt, is aan de verarmde het laagste bedrag van de verrijking en de verarming verschuldigd, geraamd op het tijdstip van de vergoeding (art. 5.137 BW).

## Nederland
In de Nederlandse wet is deze regeling vastgelegd in artikel 212 van Boek 6 van het Burgerlijk Wetboek. Een vordering tot schadevergoeding uit ongerechtvaardigde verrijking bestaat alleen voor zover dit redelijk is. De verplichting kan dus niet zo groot zijn, dat de verrijkte een ongewenst bestedingspatroon wordt opgedrongen.
In Nederland werd een verbintenis door ongerechtvaardigde verrijking voor het eerste erkend in 1959 in het Quint/Te Poel arrest, hoewel er toen nog geen wettelijke regeling bestond. In die casus werd een huis gebouwd op een perceel dat toebehoorde aan de broer van de opdrachtgever. De opdrachtgever kon echter zijn verplichtingen niet nakomen. Toen sprak de aannemer de broer van de opdrachtgever aan tot betaling, die dat weigerde aangezien hij geen partij bij de overeenkomst was. De rechtbank stelt Quint in het gelijk op basis van de "redelijkheid en billijkheid". Het vonnis van de rechtbank wordt in hoger beroep door hof vernietigd en de vordering van Quint wordt alsnog afgewezen. Het cassatieberoep wordt verworpen en er wordt dus geen schadevergoeding toegekend. 
Er hoeft voor ongerechtvaardigde verrijking geen sprake te zijn van wanprestatie of een fout van degene die verrijkt wordt. Zo wordt in bijvoorbeeld Van der Tuuk Adriani/Batelaan een vordering op grond van ongerechtvaardigde verrijking erkend omdat een concurrent, volledig rechtmatig, een vergunning krijgt terwijl de vergunning van de eiser was ingetrokken.
Relevante arresten
- (1959) Quint/Te Poel
- (1993) Vermobo/Van Rijswijk
- (1996) Van der Tuuk Adriani/Batelaan